# Histoire de la Charente
Vous lisez un « bon article » labellisé en 2010.
Ne doit pas être confondu avec Histoire de la Charente-Maritime.

Carte administrative de la Charente.

Armoiries du comté d'Angoulême.

Blason de la Saintonge.

Blason du département de la Charente.

La Charente est un département français créé en 1790 sur des critères géographiques (le bassin supérieur et moyen du fleuve Charente), mais aussi historiques car la partie centrale correspond à l'ancien diocèse puis comté de l'Angoumois. Ce territoire, au cours de la période historique avant la Révolution, n'a jamais connu d'unité, ni politique, ni religieuse, ni judiciaire. Son histoire a souvent été associée à celle de l'Aquitaine, mais le comté d'Angoumois, berceau royal, a souvent eu une histoire singulière et a joué un rôle non négligeable dans l'histoire de France.
Zone de plaine parcourue par un fleuve calme, la Charente est parsemée de nombreux sites qui attestent un peuplement dès le Paléolithique qui s'est continué sans interruption au Néolithique puis à l'âge du fer. Après une période gallo-romaine florissante, le haut Moyen Âge voit la poursuite de la christianisation et le bas Moyen Âge la construction d'églises romanes dans chaque village. Durant la guerre de Cent Ans la Charente sert un temps de frontière entre le domaine du roi d’Angleterre et celui du roi de France. Le territoire est ravagé plusieurs fois. Après une période de prospérité, en particulier sous François Ier, les guerres de religion puis l'exode des protestants paralysent l'économie qui doit attendre Napoléon III pour redevenir florissante avec le cognac et l'industrialisation (fonderies, papeteries) à Angoulême.

## Préhistoire

### Paléolithique

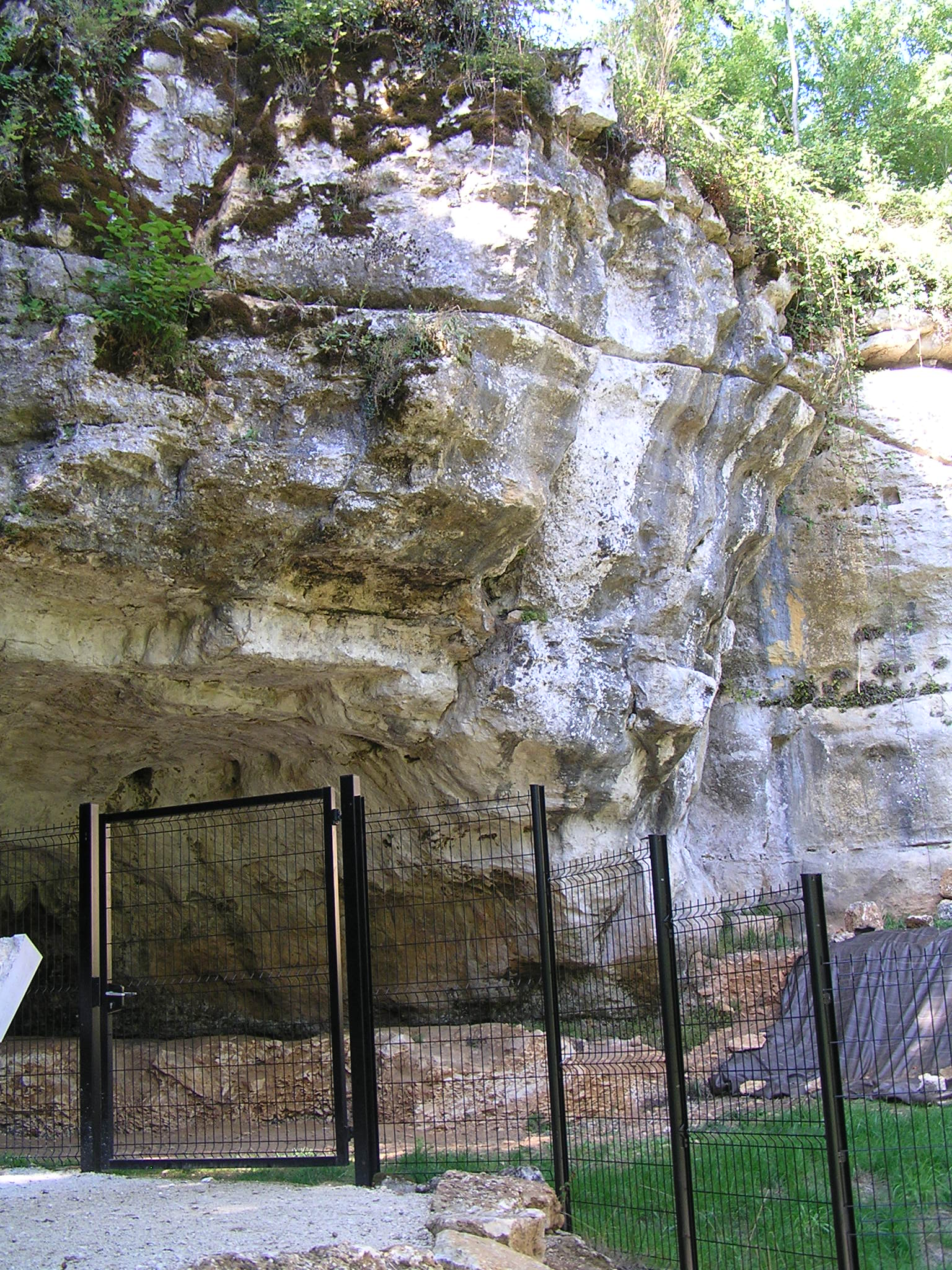
L'abri sous roche de la Chaire-à-Calvin...

Le territoire correspondant actuellement à la Charente est peuplé au moins depuis le Paléolithique inférieur, bien représenté par de nombreux bifaces acheuléens trouvés dans les alluvions de la Charente. À 26 km au sud d'Angoulême, à Gardes-le-Pontaroux sur la rive droite du Voultron, le site de la Quina a livré les restes fossiles de 27 Néandertaliens, adultes et enfants.
L'industrie lithique de la Quina a donné son nom à un faciès particulier du Moustérien, le « Charentien de type Quina » dit aussi « Charentien ».
Le Paléolithique supérieur est également présent à la Quina, où ont été trouvées des sagaies et des parures (en particulier des dents de loups et de renards percées). Il est bien représenté dans d'autres sites, en particulier au Roc de Sers ou dans la grotte du Placard à Vilhonneur, l'abri de la Chaire-à-Calvin à Mouthiers, grotte de Montgaudier, etc. À Vilhonneur, la grotte du Visage, découverte en 2005, a également livré des peintures qui sont en cours d'étude. Cette grotte ornée possède des œuvres du Paléolithique supérieur dont une main négative réalisée à la peinture noire, des ponctuations rouges et noires et une peinture au trait noir qui pourrait représenter un être humain. Elle a également livré les restes d'un jeune adulte âgé d’environ 27 000 ans, donc un homme du type de Cro-Magnon, du Gravettien.
Sur la rive gauche de la Tardoire, la grotte du Placard livre 15 millénaires d'histoire, avec une occupation s'étalant du Paléolithique moyen au Solutréen (gravures pariétales de cervidés, chevaux, aurochs ; os et bois de rennes gravés, lampe de grès rose).

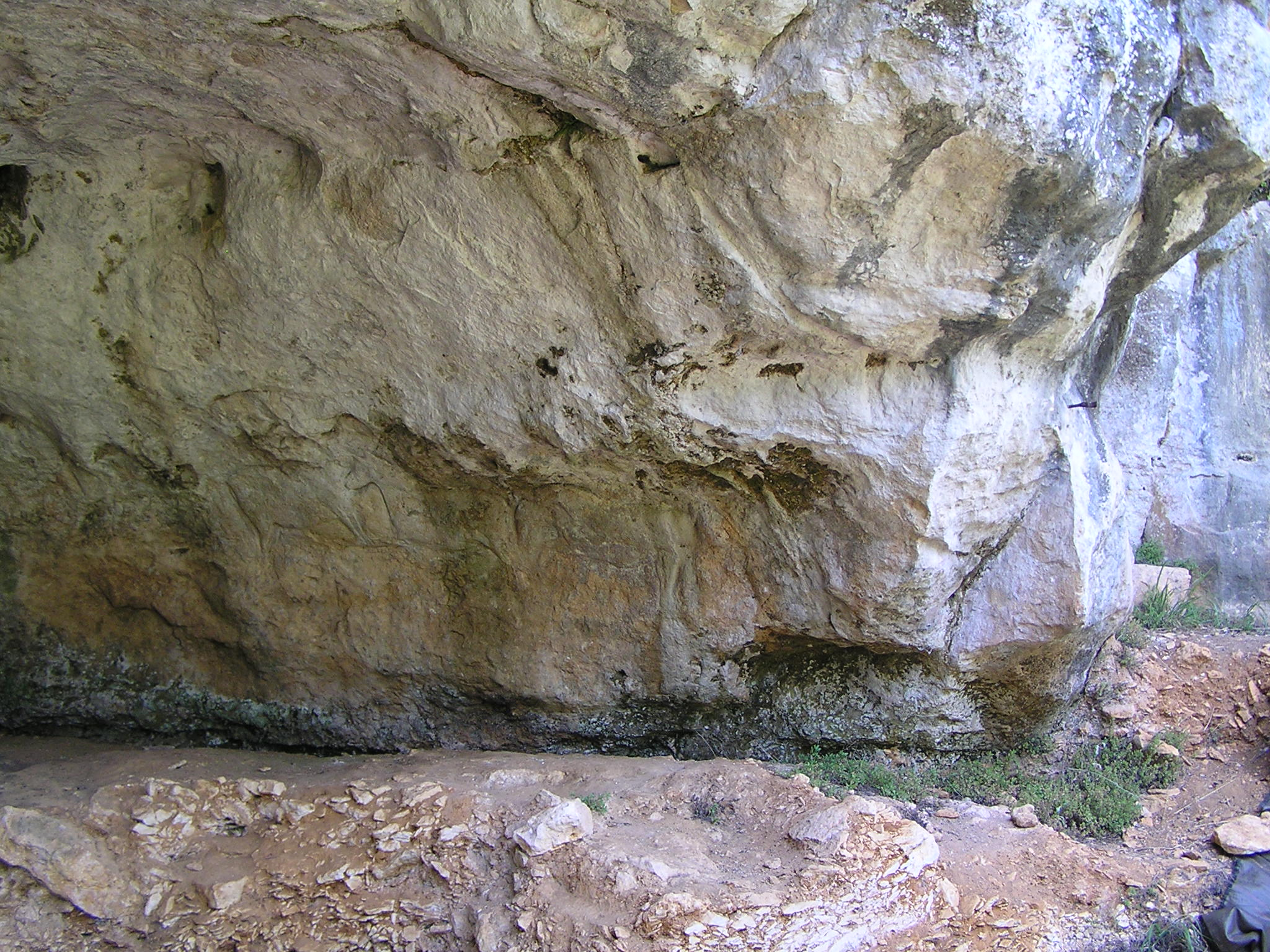
... et sa frise de chevaux

Le site de Roc-de-Sers, situé dans la vallée du Roc dans une des grottes de la falaise, a livré des industries aurignaciennes ainsi qu'une sépulture contenant trois squelettes et des frises sculptées de chevaux, bisons et bouquetins, attribuées au Solutréen.
Sur la commune de Mouthiers-sur-Boëme, l'abri sous roche de la Chaire-à-Calvin est orné d'une frise de chevaux en ronde-bosse attribuée au Magdalénien. Cette culture est également présente dans la grotte de Montgaudier, près de Montbron, qui a livré un bâton percé en bois de renne gravé de phoques.

### Néolithique
Époque de la sédentarisation, le Néolithique ancien (VIe et début du Ve millénaire av. J.-C.) reste très mal connu.
Le Néolithique moyen (culture chasséenne, Ve millénaire av. J.-C. et début du IVe) se retrouve dans des camps fortifiés tel celui de Charmé, en cours de fouilles depuis 2013.
Ces camps fortifiés restent très nombreux au Néolithique récent (cultures des Matignons, puis de Peu-Richard en Charente saintongeaise et de Vienne-Charente à l'intérieur ; IVe millénaire av. J.-C.). Les plus connus sont les camps des Matignons à Juillac-le-Coq, de Fontbelle à Segonzac, de Chenommet, etc. On y a retrouvé des haches polies, des faucilles, des lames dentées, des meules, de la céramique, des traces de vannerie, etc. ; l'élevage y tient une grande place avec des restes osseux qui proviennent surtout d'animaux domestiques (bœufs, porcs, moutons et/ou chèvres). Les fossés de ces camps recevaient des sépultures.
Les dolmens sont édifiés au cours du Ve millénaire av. J.-C. et au début du IVe, presque uniquement pendant le Néolithique moyen. Ces derniers sont très nombreux en Charente, isolés ou groupés, à l'origine enfouis sous des tumuli de pierre appelés cairns. Les plus anciens, dont quelques-uns subsistent dans la forêt de Boixe, sont des dolmens à chambre funéraire circulaire en pierres sèches avec couloir d'accès. Ensuite on trouve les dolmens à chambre funéraire quadrangulaire à couloir d'accès dits de type angoumoisin en Charente intérieure, ou, dans le Cognaçais, de type angevin avec une antichambre précédant la chambre funéraire. Citons ceux de Cognac (Séchebec), Saint-Brice, Saint-Fort-sur-le-Né, Saint-Germain-de-Confolens, Luxé, Chenon et  Fontenille, etc.. Les fouilles des tumuli du dolmen A de la Boixe et des dolmens de la Motte de la Jacquille et de la Petite Perrotte à Fontenille ont donné d'importantes informations quant aux techniques de construction des monuments du Ve millénaire av. J.-C.

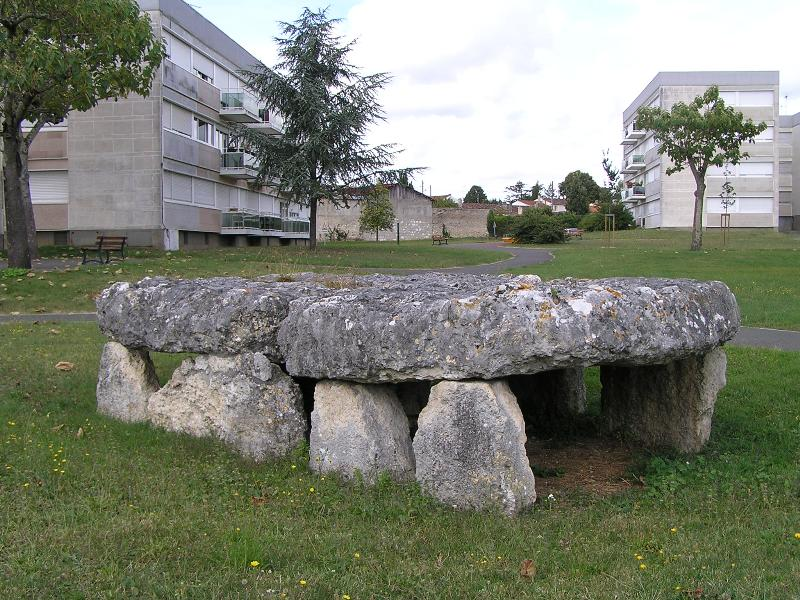
Dolmen de Séchebec à Cognac
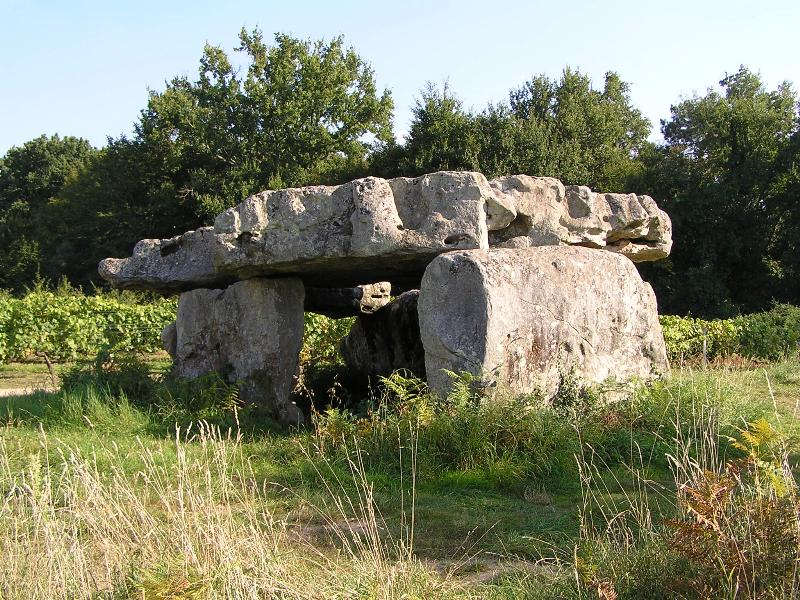
Dolmen de Garde-Épée à Saint-Brice
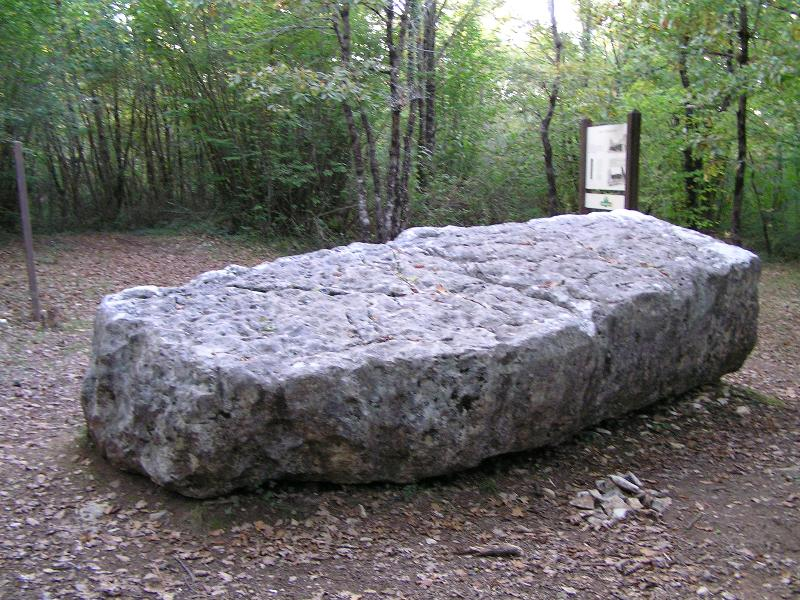
Fragment de table du dolmen A de la forêt de Boixe, dit improprement « Pierre du Sacrifice »
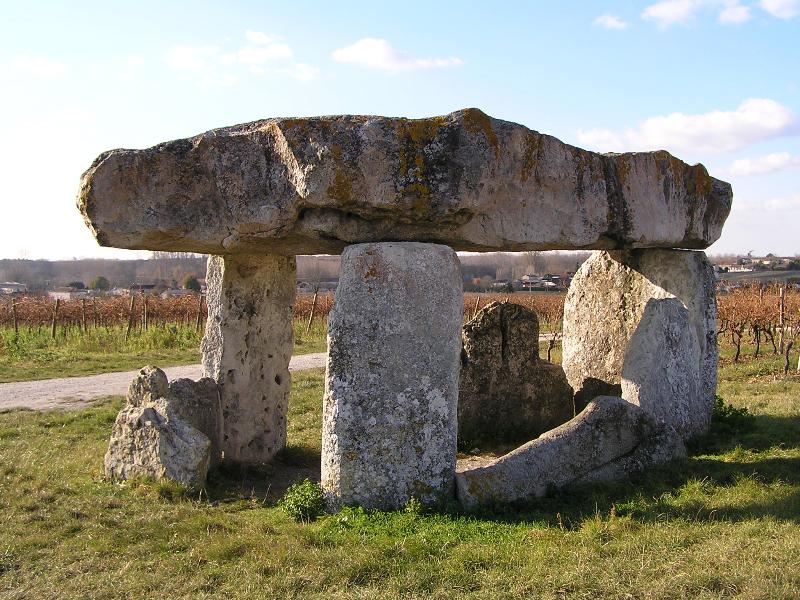
Dolmen de Saint-Fort-sur-le-Né

La connaissance des métaux débute à la fin de l'époque néolithique ; elle se répand progressivement dans l'ouest de la France au cours du IIIe millénaire av. J.-C. Les premiers cuivres apparaissent avec la civilisation d'Artenac. Des groupes de la civilisation à céramique campaniforme existaient, on retrouve leurs sépultures mais peu d'habitats.

### Âge du bronze
L'âge du bronze est représenté par de très nombreux dépôts d'objets de bronze : haches à Montdouzil près de Châteauneuf, à Montignac, à Chazelles, à Rancogne, surtout le très important dépôt de Vénat à Saint-Yrieix qui comporte épées, poignards, lances, bijoux, objets de toilette. La grotte funéraire des Duffaits à La Rochette et celles du Quéroy à Chazelles et des Perrats à Agris livrent de nombreux objets qui témoignent de relations  longue distance en Europe, tels que l'ambre de la Baltique,.

### Âge du fer

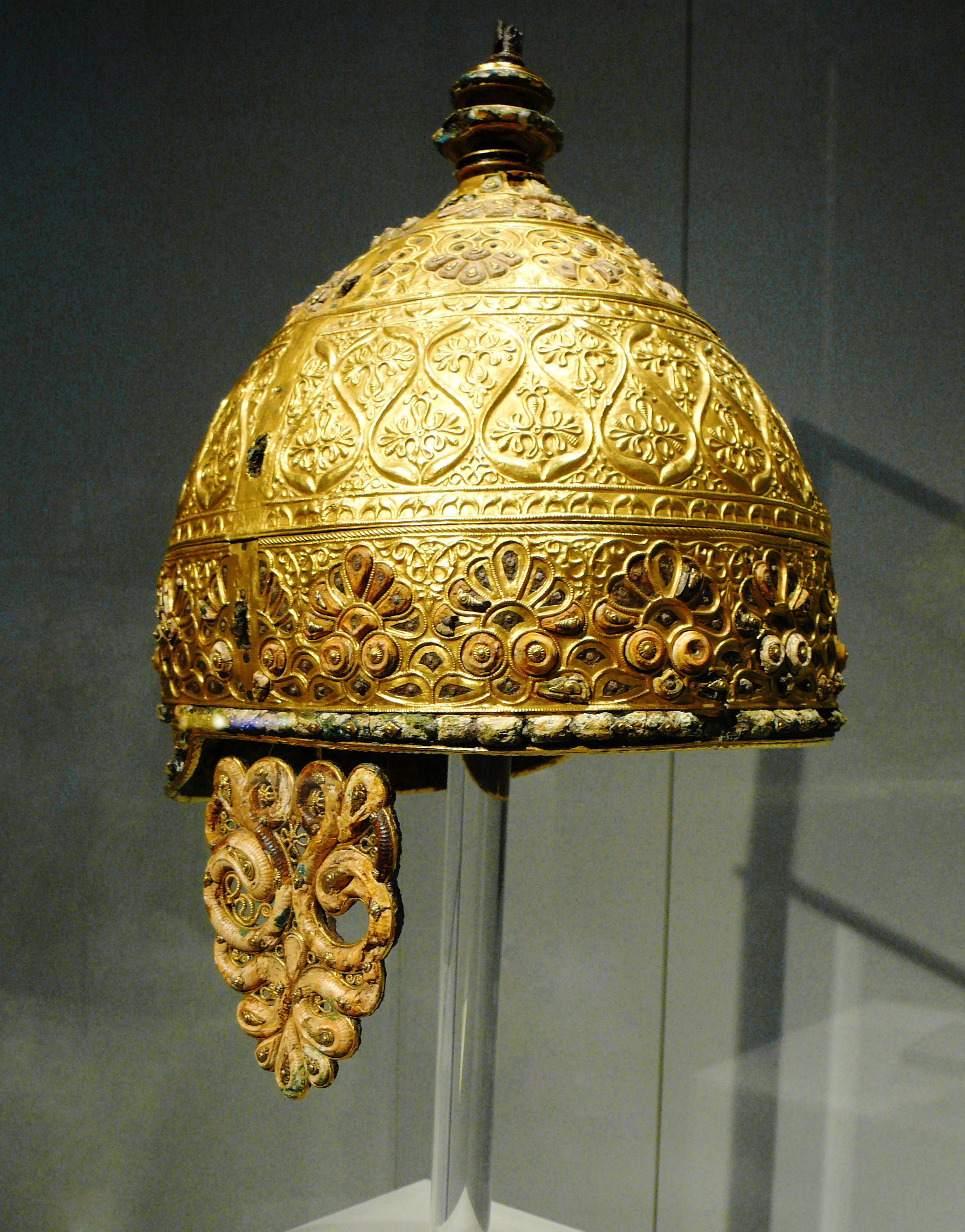
Le casque d'apparat d'Agris (musée d'Angoulême)

Au second âge du fer (période des Gaulois, ou Celtes historiques), les Santons vivent en Charente saintongeaise et en Charente-Maritime. L'Angoumois est occupé par un peuple encore anonyme, qui dépendait peut-être d'un de ses voisins, les Pétrocores ou les Lémovices, plutôt que des Santons comme on l'a longtemps supposé. Les Santons font le commerce du sel qu'ils extraient sur des sites côtiers, aujourd'hui à l'intérieur des terres. Leur chef-lieu fut l'oppidum de Pons. Merpins, près de Cognac, était peut-être déjà un des entrepôts le long du fleuve.
Iculisma ou Ecolisma (l'actuel Angoulême) était l'oppidum du peuple de l'Angoumois, dont le nom reste encore inconnu (cf. ci-dessous). La monnaie de l'Angoumois était largement d'origine lémovice. Des traces de l'occupation de l'oppidum d'Angoulême ont été trouvées lors des fouilles, en particulier celles du rempart du Midi. Son plateau a été occupé sans discontinuer jusqu'à nos jours, depuis le VIIe siècle av. J.-C.,.
De nombreux objets ont été retrouvés sur tout le territoire du département. Parmi les plus remarquables sont les parures de la tombe de la fin du VIe siècle av. J.-C. des Planes à Saint-Yrieix (un torque, un bracelet, une paire d'anneaux de cheville et une fibule) et le casque d'Agris (près de La Rochefoucauld), du deuxième quart du IVe siècle av. J.-C., recouvert de plaques d'or et incrusté de corail. Exposé au musée d'Angoulême, il s'agit d'une des œuvres les plus remarquables de l’art celtique. Une tombe de guerrier du Ve siècle av. J.-C. a été découverte à Puyréaux (armes exposées au musée de la Société archéologique et historique de la Charente à Angoulême).
La grotte des Perrats à Agris a livré des céramiques et nombreux autres objets et des stèles (musée d'Angoulême) ; d'autres stèles en forme d'obélisques épointés ont été trouvées à L'Isle-d'Espagnac et Roullet-Saint-Estèphe.

## De l'annexion romaine à la Renaissance

### Époque gallo-romaine
Pour toute la période de l'indépendance gauloise, on ne sait à quel ensemble se rattache le territoire central de la Charente, autour d'Iculisma (Angoulême). Alors que l’ouest est peuplé par les Santons, l’est par les Lémovices et les Pétrocores, et le nord par les Pictons, le territoire d'Iculisma était probablement autonome, le peuple l’occupant étant client d’un des quatre ensembles voisins, le plus probablement des Pétrocores ou des Lémovices. On a longtemps supposé que ce peuple pouvait être les Agésinates, cité par Pline l'Ancien dans l'Histoire Naturelle, mais l'interprétation actuelle du texte de Pline renvoie les Agésinates plus au sud, vers la Garonne. De sorte qu'aujourd’hui encore, le nom de cette tribu celte de l'Angoumois reste inconnu, et on n'a aucune certitude sur le peuple voisin duquel elle était cliente,. Du fait de cette incertitude, par commodité et faute de mieux, certains spécialistes actuels appellent ce peuple ancien les Écolismiens, du nom d'Iculisma, premier nom connu d'Angoulême et à l'époque siège d'un oppidum, probable capitale de ce peuple anonyme.
En 60 av. J.-C. les Helvètes qui sont sous la menace d'une invasion par les Germains, envisagent de migrer en Saintonge, peut-être (ou probablement ?) avec l'accord des Santons. César, qui mesure le double danger de ce déplacement de population et du renforcement des Santons, les envahit et les annexe en 58 av. J.-C., sans rencontrer de résistance. Lors du soulèvement de 52 av. J.-C., ils répondent à l'appel de Vercingétorix, auraient été 30 000 selon César, mais arrivent trop tard.

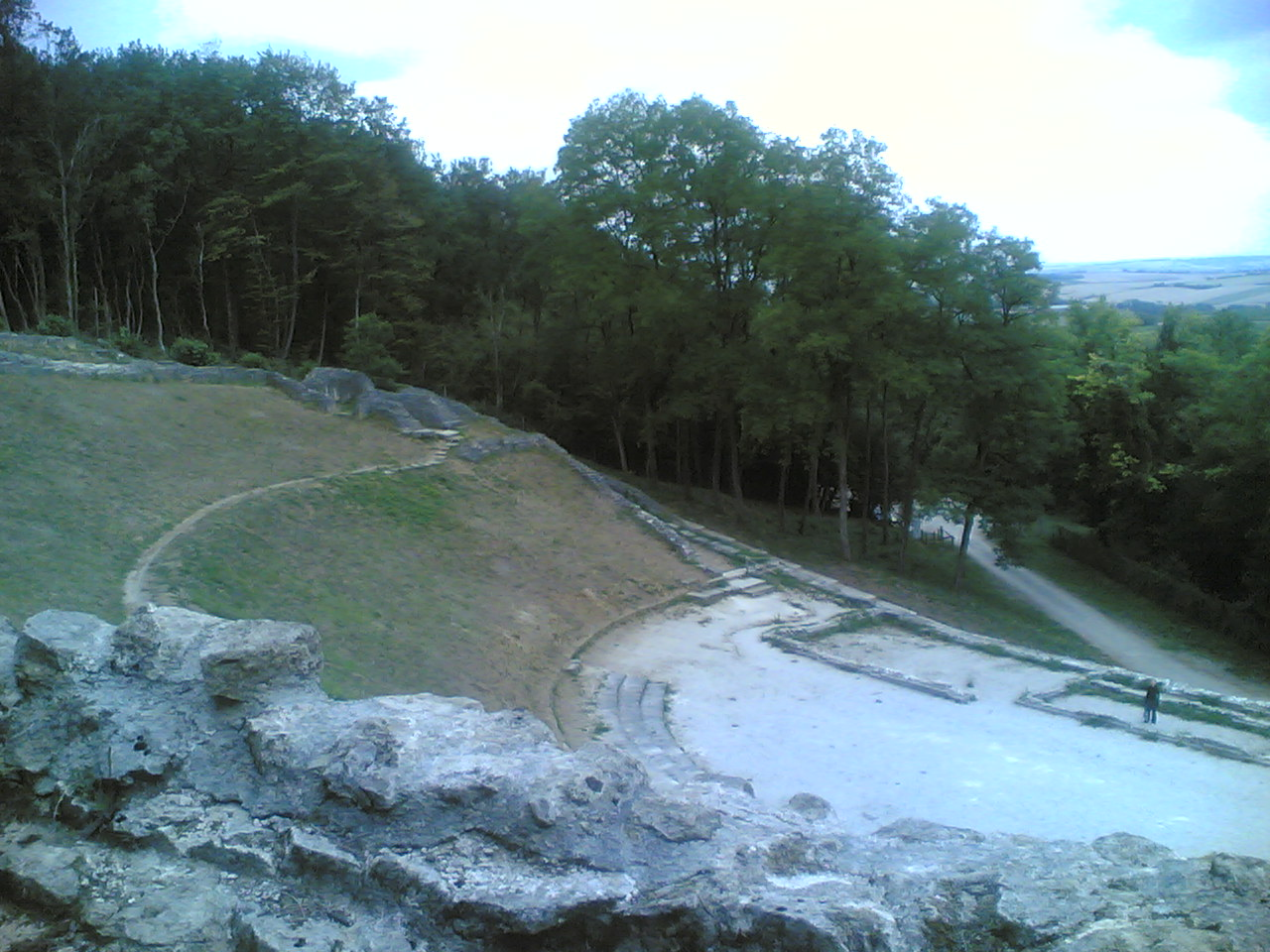
Théâtre gallo-romain des Bouchauds.

La Charente romanisée est traversée par le « Chemin chaussé » ou « chemin des Romains » (voie d'Agrippa Lyon-Saintes), et par le « chemin Boisné » Périgueux-Saintes qui reprend une piste préromaine et à destination de Rome. Les voies nord-sud sont Périgueux-Poitiers par Chassenon ainsi que par le Quéroy, Montignac, Mansle, Rom, dit la « Chaussade »,, et, d'après la table de Peutinger, Chassenon-Mansle-Aulnay. Ces routes et le fleuve, navigable de la mer jusqu'à Angoulême, permettent un important commerce.
L'Angoumois devient territoire autonome (civitas) au Bas Empire, et la limite de cette nouvelle cité correspond à celle du premier diocèse d'Angoulême. Alors peu desservie par les voies de communication, Iculisma est qualifiée par le poète Ausone de « lieu écarté et solitaire ». Les villas seront nombreuses, principalement le long de la vallée de la Charente, les implantations de légionnaires retraités aussi (tous les Coulonges et leur cadastre caractéristique). Les constructions importantes sont les monuments (temple, thermes, théâtre) du vicus de Chassenon, dont les thermes sont exceptionnels, le théâtre des Bouchauds et le vicus de la Terne à Luxé.
La christianisation de la Charente, bien que peut-être débutée dès le IIIe siècle par l'évêque Ausone depuis Saintes, semble avoir été tardive en Angoumois (cf. sarcophage paléochrétien du Ve siècle du cimetière de Saint-Ausone, au musée d'Angoulême) avec comme premier évêque certain Dynamius, dont Grégoire de Tours loue l'attitude digne lors du siège d'Angoulême par les Vandales en 406. Cette période troublée est marquée par des invasions successives.
Les Wisigoths s'installent en 418, ils sont chrétiens mais ariens, et très romanisés. Ils sont chassés par les Francs. La première cathédrale d'Angoulême est détruite en 508 lors du siège de la ville par Clovis.
Le faible nombre de Wisigoths, leur intégration profonde à la civilisation gallo-romaine en Aquitaine, font qu'on trouve peu de leurs traces en Charente, comme le toponyme de Gourville (Gothorum villa), ou de rares objets caractéristiques, comme des fibules ornementales.

### Haut Moyen Âge
Clovis installe un comte (les premiers comtes de l'Angoumois seraient Maracaire et Nantinus) et un évêque catholique franc à Angoulême (l'évêque arien est chassé et remplacé par son propre chapelain, Aptone), et il fait reconstruire l'église qui devient la première église Saint-Pierre et siège épiscopal. Après la mort de Clovis, ses vastes domaines sont partagés entre ses quatre fils, et l'Angoumois échoit à Childebert, roi de Paris. C'est une période de paix avec une faible installation des Francs se limitant principalement à Bouteville, Sonneville, Ambleville, Herpes, Gensac-la-Pallue, lieux où l'on a retrouvé des nécropoles, des épées, des boucles de ceinture. Les Aquitains restèrent cependant, de loin, l'immense majorité de la population, toujours très marquée d'empreinte gallo-romaine. La terre était divisée en grands domaines exploités par des esclaves (saint Cybard rachète 175 esclaves en 558) et en propriétés petites et moyennes. La Charente est morcelée en de nombreux fiefs, les seigneuries les plus importantes sont celles de Cognac, de Jarnac et d'Angoulême. En 565, un Waddon est mentionné comme comte de Saintonge. On trouve également un Maraquier (ou Maracaire) et un Nantin (ou Nantinus), nommés comtes d'Angoulême au cours du VIe siècle.
Au Ve et VIe siècles, la christianisation se poursuit. C'est l'époque des ermites avec saint Cybard, saint Amant, saint Fraigne et saint Groux. Angoulême aurait compté cinq lieux de culte dans ses murs et autant dans les faubourgs. L'abbaye de Saint-Cybard est fondée avant même l'existence de règles conventuelles, l'abbaye féminine Saint-Ausone date du XIe siècle et celle de Saint-Amant-de-Boixe de la fin du Xe siècle.
Puis, alors que la Charente fait partie de la seconde Aquitaine devenue indépendante (qualifiée de principauté voire royaume), c'est l'invasion des Maures, repoussés en 732 par Charles Martel. Pépin le Bref entreprend la reconquête de l'Aquitaine devenue trop indépendante. En 766, basé à Bourges, il dévaste l'Aquitaine jusqu'à Agen et en particulier l'Angoumois et le Périgord. En 768, à Saintes, il garantit aux Aquitains le bénéfice de la loi romaine. Et, en 769, Charlemagne rassemble une armée et séjourne à Mornac (mai) et à Angeac (juillet) avant d'aller battre les derniers révoltés menés par le duc Waïfre. Charlemagne avance jusqu'à la Dordogne où il se fait livrer les derniers révoltés et construit la forteresse de Franciacum (Fronsac), à la limite du pays des Wascons qui restait insoumis.
Sous Charlemagne puis son fils Louis le Pieux nommé en 781 à la tête du royaume d'Aquitaine créé pour lui, le territoire connaît une période de calme jusqu'en 838.
Ensuite la situation redevient incertaine. Les Vikings remontent la Charente vers 850, détruisant Saintes et Angoulême sans que les Carolingiens réagissent. Les Grands d'Aquitaine s'organisent et constituent le duché d'Aquitaine qui revient ensuite aux comtes de Poitiers. Les seuls comtes d'Angoulême, non héréditaires, identifiés pour cette époque sont Turpion (839-863) puis son frère Émenon (863-866). En 866, Vulgrin fonde la dynastie dite des Taillefer, jusqu'en 1200. Au début du XIe siècle, en plus de la peste, vengeances et guerres privées ravagent la province, mais, grâce à la Trêve de Dieu, la paix est assurée du mercredi soir au lundi, puis aussi durant les périodes de l'Avent et du carême. De cette époque datent les châteaux tenus par les comtes d'Angoulême, situés à Marcillac et Rancogne, Angoulême, Montignac, Merpins, Villejoubert (le castrum d'Andone), Villebois, Bouteville et Archiac. Les châteaux importants de cette époque que les comtes d'Angoulême ne tenaient pas étaient ceux de Confolens, Chabanais, Montbron, Ruffec, Jarnac et Cognac

### Moyen Âge classique
Comme tout l'Angoumois et la Saintonge, la Charente se couvre d'édifices religieux : chaque village a son église romane dont la majorité date du XIIe siècle.

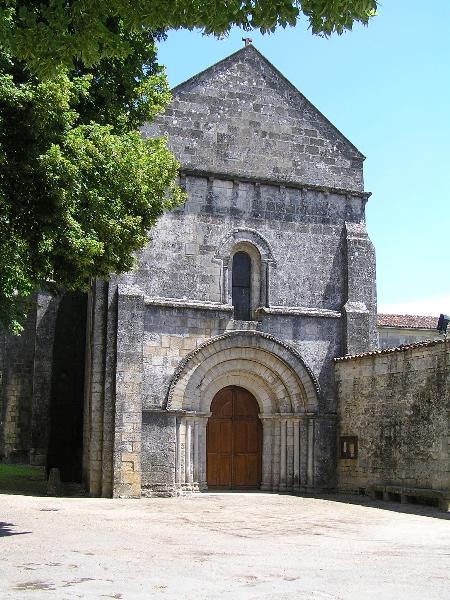
Saint-Vivien à Cherves
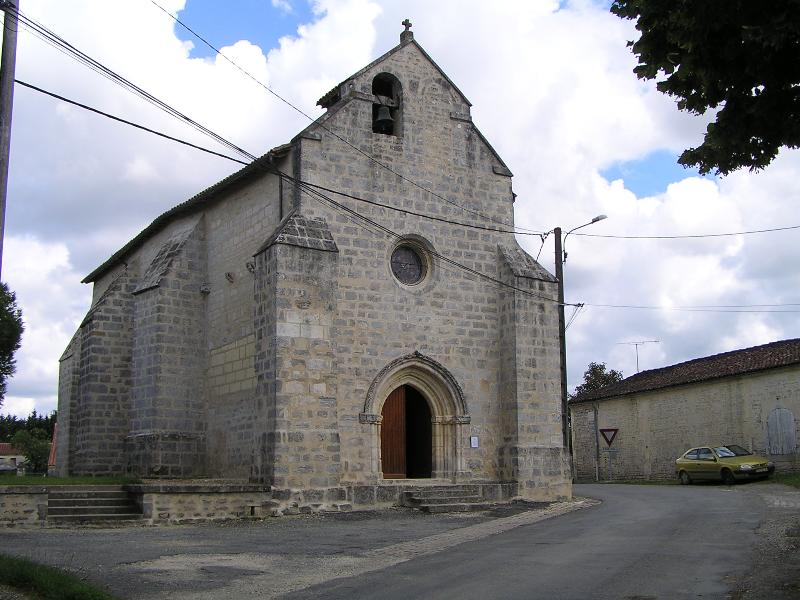
Saint-Pierre à Mesnac
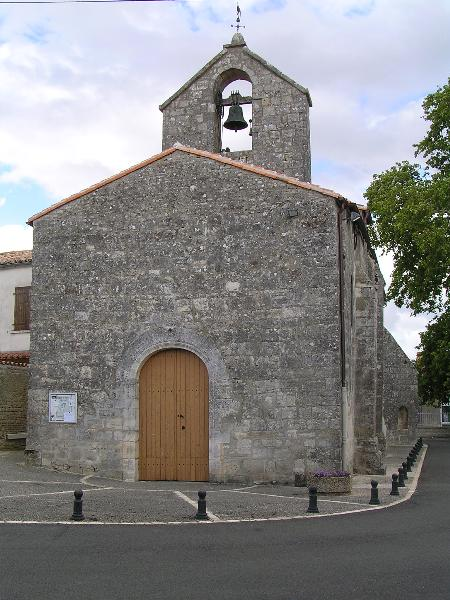
Saint-Martin à Houlette
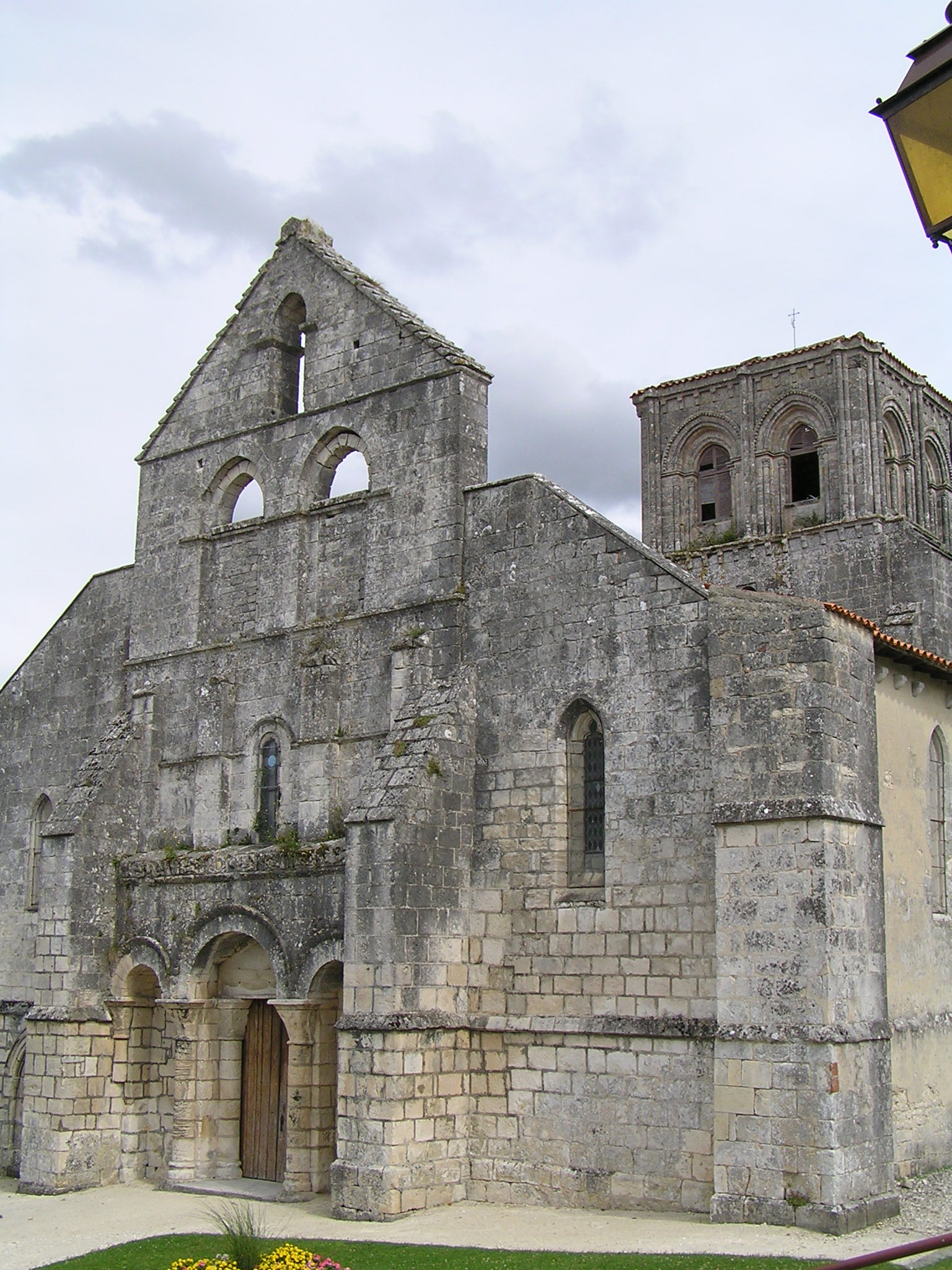
Saint-Médard à Genté

Une des routes du pèlerinage de Saint-Jacques-de-Compostelle traverse le département d'où les coquilles symboliques sur les églises et le nombre de commanderies templières. Guillaume IV d'Angoulême effectue un pèlerinage en Terre sainte au début du XIe siècle et Guillaume VI d'Angoulême participe à la deuxième croisade. La commanderie de Cressac ornée de fresques en raconte certains épisodes. 
Le comte d'Angoulême contrôle les abbayes de Saint-Cybard d'Angoulême et de Saint-Amant-de-Boixe. Les châteaux se multiplient : vingt sont attestés en 1050 (dont Merpins, Cognac, Jarnac, Ruffec, Barbezieux, La Rochefoucauld) et douze de plus en 1100 (dont Richemont, Châteauneuf et Villebois). Ce sont des mottes castrales remplacées au XIIe siècle par un donjon et un château en pierre. Le comte d'Angoulême en contrôle directement sept : certains sont ses vassaux, d'autres non, comme Jarnac, Cognac et La Rochefoucauld par exemple. Au début du XIIe siècle naissent des troubles lorsque le duc d'Aquitaine veut reprendre la Saintonge puis l'Angoumois.
La société est alors constituée de quelques grands seigneurs, de nombreux chevaliers petits propriétaires ou possesseurs d'une tenure héréditaire. La population augmente, la production agricole aussi comme le montre le nombre grandissant des nouveaux moulins. La navigation a repris sur la Charente et, à la fin du XIe siècle, Cognac et Basseau à Angoulême sont ports saulniers.

#### La Charente dans l'«Empire Plantagenêt»

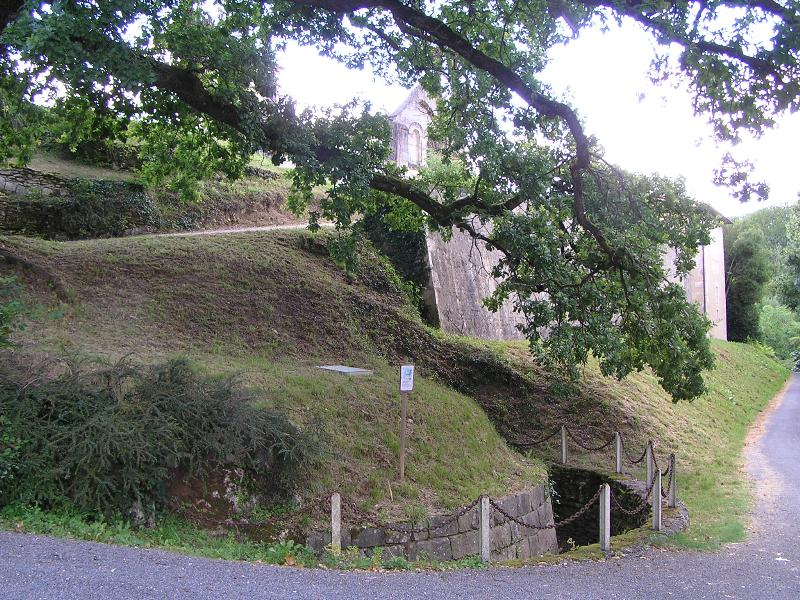
Ruines de la tour du Château de Richemont rasé par Richard Cœur de Lion.

Le duché d'Aquitaine constitue l’héritage d'Aliénor d'Aquitaine qui épouse le roi de France Louis VII en 1137, puis s’en sépare et se remarie en 1152 avec Henri Plantagenêt, futur Henri II d'Angleterre. Le duché d'Aquitaine dont fait partie la Charente passe alors sous domination de l'Empire Plantagenêt. La politique d'Henri II d'Angleterre provoque des révoltes. Il confie le duché à son fils Richard Cœur-de-Lion, qui se révolte par la suite ; Aliénor est emprisonnée et ses fils vaincus. En 1181, à la mort de Vulgrain III, Henri II confisque le comté d'Angoulême. Richard Cœur de Lion meurt en 1199 et c'est son frère Jean sans Terre, qui a enlevé pour l’épouser la dernière descendante des comtes d'Angoulême, Isabelle, qui lui succède. Philippe Auguste est appelé par Hugues IX de Lusignan, père du fiancé d'Isabelle, et le souverain prononce la confiscation des terres de Jean sans Terre qui a refusé de se présenter à lui.
La rive droite de la Charente est reprise à Jean sans Terre entre 1204 et 1210. Toute la Charente est ravagée, des dizaines de châteaux brûlés. Beaucoup disparaissent ou ne sont pas reconstruits sur le même emplacement. C'est le cas, autour de Cognac, de Richemont, Fontjoyeuse, Boisroche, pour lesquels il est attesté qu'ils ont été rasés par Richard Cœur de Lion. Jean sans Terre meurt en 1216 et Isabelle épouse son premier fiancé Hugues X de Lusignan. À la mort en 1217 de son père, le comte Aymar, dernier représentant des Taillefer, Isabelle hérite du comté d'Angoulême. En 1241, le roi Louis IX donne à son frère Alphonse les comtés de Poitiers et d'Auvergne. Les troubles durent jusqu'à la paix signée en 1258. À la mort du dernier Lusignan en 1308, le roi Philippe IV le Bel met ses biens sous séquestre.
En 1317, Jeanne de France, la fille de Louis X le Hutin, reçoit le comté d'Angoulême en compensation de son éviction de la succession au trône de France. Elle l'administre jusqu'à sa mort en 1349 mais le comté ne revient pas à son fils car le roi le lui échange contre d'autres terres.

#### Guerre de Cent Ans

1365 : la France après les traités de Brétigny et de Guérande.
Territoires contrôlés par Édouard III
Territoires cédés par la France à l'Angleterre par le traité de Brétigny
Territoire du duché de Bretagne, allié aux Anglais

La guerre de Cent Ans entre rois de France et d’Angleterre commence en 1337. La première phase est close en 1360, par le traité de Brétigny : toute la Saintonge et l'Angoumois reviennent aux Anglais. Le Prince Noir séjourne fréquemment à Angoulême, Bouteville et Cognac ; il y est entouré d'une cour brillante et l'Angoumois connaît quelques années de paix jusqu'aux troubles dus à un impôt exceptionnel, le fouage, voté en 1363 et reconduit en 1367. Les Français commencent la reconquête en 1369. En 1372, Angoulême ouvre ses portes à l'armée royale et Charles V lui accorde en 1373 une charte de commune avec un maire et douze échevins, semblable à celle obtenue par Cognac à l'époque de Jean sans Terre et renouvelée par Charles de La Cerda, comte d'Angoulême, en 1352. Cognac est repris en 1375 et la rivière fait alors office de frontière. De nombreuses églises sont alors fortifiées.
Après une trêve quelques années, les châteaux charentais sont repris un par un, Archiac et Bourg-Charente en 1385, Merpins et Châteauneuf en 1386, Jarnac en 1387. Certains sont pris et repris plusieurs fois. Il n'y a pas de vraie frontière mais un enchevêtrement de fiefs contrôlés par l’un ou l’autre des belligérants, ou par leurs alliés. En 1416, la place forte de La Roche-Chandry est reprise aux Anglais et rasée ; en 1417, celle de Barbezieux ; en 1445, celle de Bouteville. En Charente, la guerre se termine en 1453 par la prise de Chalais, année qui sonne la fin de l'Aquitaine anglaise (bataille de Castillon).
La Charente est ravagée, et la présence anglaise laisse des traces durables dans les esprits. Ainsi, une des étymologies du nom de la coiffe traditionnelle des femmes au travail reste la « quichenotte » fait intervenir une résistance aux Anglais, et « les Anglais ont débarqué » était jusque dans les années 1960 l'expression habituelle pour les règles, le sang menstruel.
La ville d'Angoulême a perdu la moitié de sa population (en partie lors de la peste noire de 1400 à 1407), certains villages ont été désertés et les terres laissées à l'abandon, le commerce a diminué, les foires ont disparu, les moulins tombent en ruine. Les seigneurs proposent des conditions avantageuses à qui veut reprendre le travail agricole comme tenancier (un sillon sur dix pour le seigneur).
En 1445, le comte Jean, otage en Angleterre depuis 1412, revient et trouve un château de Cognac abandonné en très mauvais état et en commence la reconstruction en 1450. Il reconstitue son comté, lui assure le retour de la prospérité d'où son surnom du bon comte Jean. Il le lègue à son fils Charles de Valois en 1467. Avec sa femme Louise de Savoie, ils font de Cognac un centre intellectuel et artistique. Amateurs de livres, ils soutiennent les deux imprimeries qui s'installent à Angoulême.

## Les Temps modernes

### De François Ieraux guerres de religion

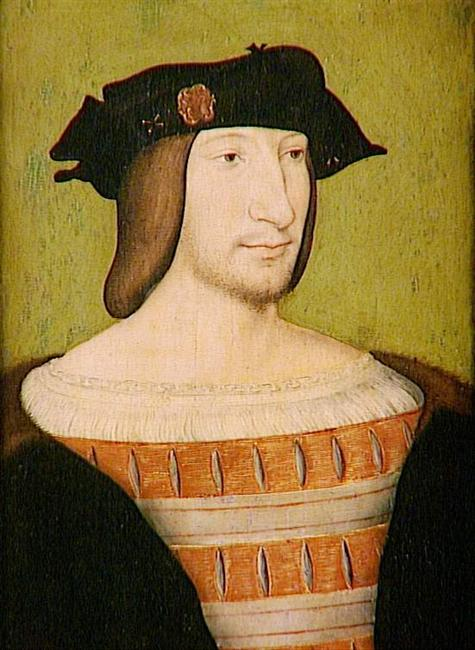
François Ier

François Ier, fils du comte d'Angoulême, naît le 12 septembre 1494 à Cognac où il passe sa première enfance au sein d'une cour constituée par sa mère Louise de Savoie, qui, veuve en 1496, n'a que peu de revenus. Cette cour, bien que peu nombreuse, compte des intellectuels et des artistes.
Après son couronnement en 1515, François continue à s'intéresser à sa doulce Charente : il fait terminer le drainage du Pays-Bas zone de marais au nord de Cognac et, vers 1517, fait ajouter au château de Cognac sa longue façade face aux quais. Sa sœur Marguerite d'Orléans, Marguerite d'Angoulême, mère de Jeanne d'Albret et grand-mère du futur roi Henri IV, étant proche des protestants, il ne les persécute pas dans les débuts de la Réforme. Il érige le comté d'Angoulême en duché-pairie en février 1514, en y joignant les terres et seigneuries de Jarnac, Châteauneuf, Montignac et Bassac, et le donne à sa mère Louise de Savoie qui l'administre jusqu'à sa mort le 22 septembre 1531.

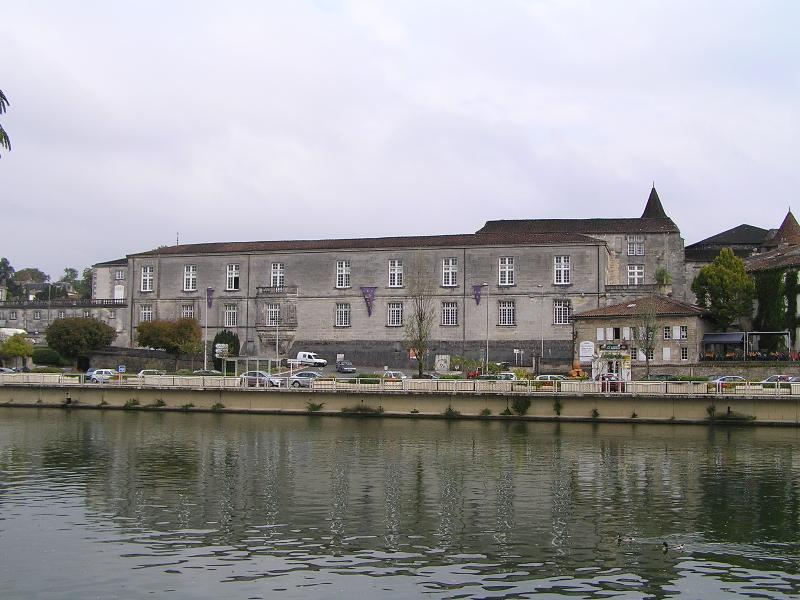
Façade du château de Cognac

À la mort de Louise de Savoie, le duché d'Angoulême est réuni à la couronne jusqu'en 1540 ; il est alors donné en apanage à Charles de France, le troisième fils du souverain.
Dès 1534, Calvin vient prêcher en Angoumois et en Saintonge et les conversions sont nombreuses.
La période est marquée à partir de 1542 de révoltes contre la gabelle.
Après l'édit de Compiègne en 1557 qui condamne à mort les hérétiques, les guerres de religion débutent en 1562 en Charente par divers massacres de protestants, notamment en représailles de saccages que ceux-ci avaient perpétrés (les abbayes de La Couronne et de Châtre, la cathédrale d'Angoulême après la prise de la ville par les protestants pour ne citer que les monuments les plus connus). Lors de la première guerre de religion, la ville de Cognac prend les armes ; elle est reconquise en 1563 par Montpensier. En 1565, Charles IX y passe lors de son tour de France royal (1564-1566). En 1570, la paix de Saint-Germain-en-Laye, signée entre le roi Charles IX et l’amiral Gaspard de Coligny, octroie aux protestants quatre places fortes, dont Cognac.

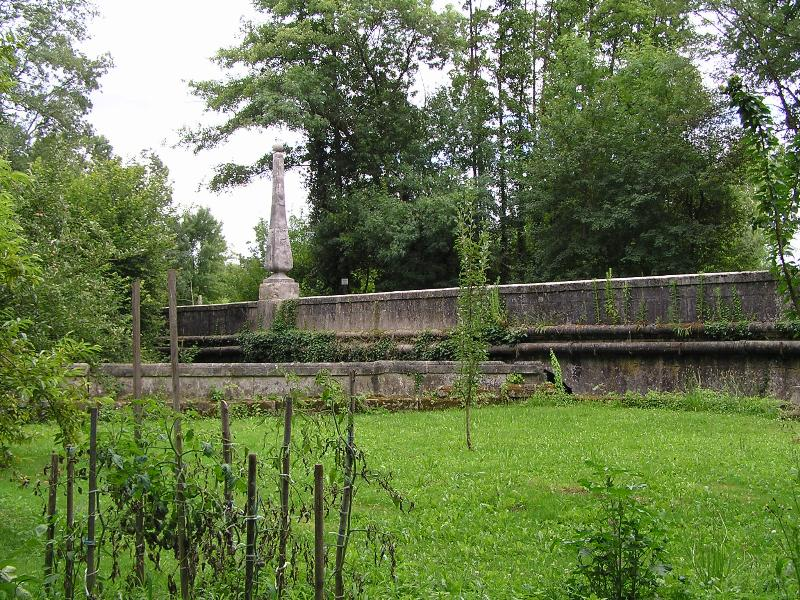
Obélisque sur le pont de Saint-Sulpice

En 1567, après Paris et Lyon, c'est à Verteuil-sur-Charente que se tient le cinquième synode protestant.
En Charente, le fait marquant est la bataille de Jarnac, le 13 mars 1569, au cours de laquelle Condé trouve la mort. Une partie des troupes se regroupe sur le pont de Saint-Sulpice, événement commémoré par un obélisque, avant de gagner La Rochelle. Toute cette période n'est qu'une suite de destructions et tueries. On pense que c'est à cette époque qu'a été enterré le Trésor de Cherves.
L'édit de Nantes signé par Henri IV le 13 avril 1598 octroie la liberté de culte aux protestants. Des temples et des communautés existent alors dans tous les bourgs de Charente, hors des murs.

### La Charente pendant l'absolutisme (XVIIesiècle-XVIIIesiècle)
Il faut alors réparer ou reconstruire la cathédrale et les centaines d'églises ruinées. Dans le même temps les couvents se multiplient : capucins, récollets, minimes, jésuites, carmes, cordeliers, ursulines, clarisses, bénédictines, s'installent dans tout le département.
Le début du XVIIe siècle est marqué par des révoltes de « croquants ». C'est en 1643 qu'est créée la maison Augier (de), une des premières maisons de commerce du cognac.
Durant la Fronde, bien que Louis XIV, Anne d'Autriche et Mazarin se soient arrêtés à Angoulême en 1650 pour s'assurer sa fidélité, Condé entre en révolte, La Rochefoucauld met le siège devant Cognac.
Dès 1620, le droit au culte protestant est contesté, des temples sont détruits et les réformés dont le seigneur a abjuré la foi sont privés de liberté de culte. Les dragonnades à la suite de la révocation de l'édit de Nantes par l'édit de Fontainebleau de 1685 conduisent les protestants soit à se convertir, soit à émigrer, en particulier en Allemagne, en Suisse et dans le Nouveau Monde, au Canada et surtout aux Antilles. L'économie de la Charente ne se remet du départ de près de la moitié de ses artisans que plus de cent ans plus tard. Ceux qui sont restés constituent l'église du désert.
C'est une période de paix relative mais il est difficile de se remettre des saccages, des massacres et du départ des protestants. La Charente est principalement agricole et produit essentiellement des céréales. Le chanvre, les truffes, le safran, les prairies pour le pacage sont de moindre importance. Le Cognaçais a commencé à produire du vin distillé en eau-de-vie pour l'exportation à partir de 1630 ; la production et le nombre d'hectares plantés (156 000 hectares en 1780) sont en augmentation malgré le gel de 1709 qui oblige à replanter. 
La maison de cognac Martell est créée en 1720.

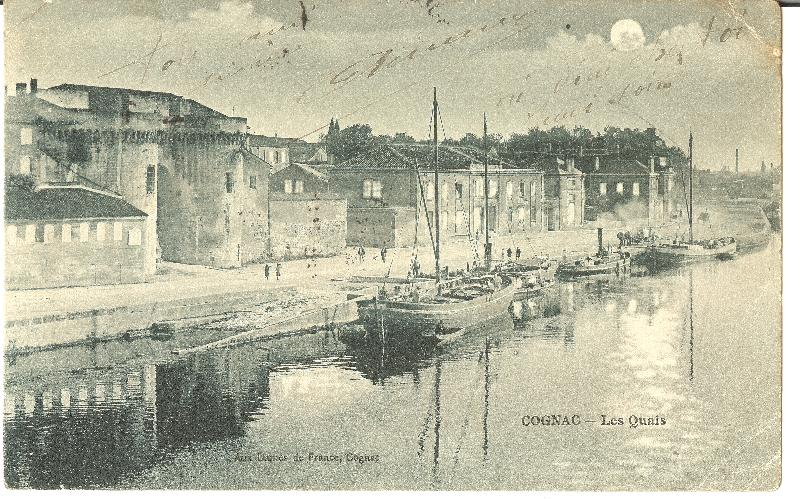
Gabares au port de Cognac

La métallurgie connaît un nouvel essor avec plus de quatorze forges autour d'Angoulême, dont celle de Ruelle. La papeterie connaît des périodes plus ou moins fastes. Il y a aussi quelques fabriques de faïence et de toile. Toutes ces productions sont transportées en gabare sur la Charente.
Les années qui précèdent la Révolution sont marquées par de mauvaises récoltes qui se succèdent, causées par la sécheresse en 1785, les inondations en 1786 et la grêle du 13 juillet 1788.

## La période révolutionnaire

### La Révolution: 1789-1799

Carte de la Charente (1790)

Les cahiers de doléances locaux présentent des demandes générales comme l'unification des règlements, le vote de l'impôt, et plusieurs demandes spécifiques dont celle qu'Angoulême soit séparée du Limousin. Les paroissiens de l’Angoumois s’intéressent de près à la rédaction des cahiers : entre 40 et 50 % des chefs de feu y participent. L’influence de la bourgeoisie est forte : 90 % des présidents d’assemblée paroissiale et 80 % des députés aux assemblées de sénéchaussées sont des bourgeois. Cette influence se retrouve dans la politisation des cahiers de l’Angoumois, parmi les plus avancés du centre-ouest du royaume : l’égalité devant l’impôt est demandée dans 88 % d’entre eux ; un tiers demande la convocation régulière d’une assemblée ; un sur quatre que les députés votent individuellement, et non par ordre. Le régime seigneurial est par contre moins critiqué en Charente qu’en Poitou. Enfin, les divisions du clergé éclatent : l’évêque d’Angoulême n’est élu député que de justesse, les curés ne suivant pas les consignes de vote et portant leurs suffrages aux membres du bas-clergé.
Après la prise de la Bastille, la région est touchée par la Grande Peur de l’été 1789 : pour la Charente, elle part de Ruffec, et se propage dans toutes les directions. Elle atteint Saintes en deux jours. Elle donne l’occasion de quelques règlements de compte anti-seigneuriaux, et surtout la constitution de nombreuses gardes nationales.
En 1790, le département de la Charente est créé, formé de six districts (Angoulême, Barbezieux, Confolens, Cognac, La Rochefoucauld, Ruffec) et de quarante-quatre cantons. Barbezieux désire rejoindre la Saintonge et Cognac demande de disposer d'un tribunal de même importance que celui d'Angoulême pour ne pas en dépendre.
En 1791, l’implantation du club des jacobins se manifeste : 18 sociétés patriotiques sont affiliées dans la Charente, et éduquent le peuple aux nouveaux idéaux. La constitution civile du clergé est bien acceptée dans les campagnes (60 % du clergé charentais est jureur[réf. nécessaire], et même plus de 80 % dans la moitié nord du département), mais refusée dans les villes, sous l'influence de l'évêque d'Angoulême. Dans le même temps, de nombreux nobles émigrent, et en particulier le comte d'Artois, duc d'Angoulême, Charles-Rosalie de Rohan-Chabot, le comte de Jarnac. Beaucoup se regroupent dans la compagnie des gentilshommes d'Aunis, Saintonge et Angoumois à Münster-Mayenfeld.
Alors que les biens du clergé sont vendus en gros lots, les biens nationaux confisqués aux émigrés sont vendus en de nombreux petits lots achetés par des bourgeois et des paysans aisés. Dans le même temps, des monuments sont vendus comme carrières : c'est le cas du château de Jarnac et de l'abbaye Notre-Dame de La Couronne.
De 1791 à 1793, les 6 districts (Ruffec, Confolens, La Rochefoucauld, Angoulême, Barbezieux et Cognac) du département de la Charente fournirent 10 bataillons de volontaires nationaux et 3 compagnies.

Les levées de volontaires se montent d'abord à deux bataillons, dont l'un s'illustre à Jemapes, l'autre durant la campagne d'Italie. Entre 1791 et 1793, ce sont 45 000 Charentais qui sont enrôlés. Après avoir fourni 4 000 hommes pour 900 demandés en 1792, le département reste enthousiaste et fournit encore 5 566 hommes pour 4 640 demandés l’année suivante, lors de la levée en masse. Cependant, il n’est pas unanime dans ce soutien à la Révolution : des émeutes ont lieu dans la région de Confolens.
- 2e bataillon de volontaires de la Charente qui participa à la répression de la Révolution haïtienne et dont on ignore le sort après 1796.

La Terreur est plutôt modérée, on ne compte que soixante-huit condamnés à mort dont quarante-neuf par le tribunal de Paris, surtout après des dénonciations des comités révolutionnaires et en particulier celui de La Rochefoucauld. Le député Harmand, représentant en mission, s’il reste modéré dans sa poursuite des contre-révolutionnaires, mène une intense campagne de déchristianisation : près de 200 prêtres renoncent ainsi à leur sacerdoce en deux mois.
Sous le Directoire, la Charente est surtout préoccupée par l'inflation, l'insécurité et la peur engendrée par les bandes de « chauffeurs ».

### Le consulat (1799-1804) et le Premier Empire (1804-1814)
Le Consulat permet la pacification après une décennie agitée. Angoulême voit son rôle administratif renforcé, par l’arrivée d'un préfet, et l’évêché d’Angoulême couvre la Charente et la Dordogne. Tous les autres fonctionnaires nommés, y compris les sous-préfets, sont charentais et généralement déjà en poste.
En 1799, toutes les églises sont rendues au culte, et le culte protestant est autorisé (avec Jarnac comme chef-lieu ecclésiastique des quatre arrondissements, pour les 3 260 protestants déclarés). Sous le Premier Empire, la conscription pèse lourd et le nombre de réfractaires et de déserteurs augmente mais reste dans la moyenne nationale d'environ 20 %. Dans le Confolentais, pays de bocage, la résistance est plus importante que dans le reste du département, avec 423 réfractaires et 42 déserteurs en 1811,.
Après plusieurs siècles de paix, la région se trouve à nouveau menacée par la prise de Bordeaux, pendant la campagne de France en 1814.

## Époque contemporaine

### LeXIXesiècleet la révolution industrielle
Durant toute cette période, la Charente est hésitante voire indifférente aux événements politiques nationaux, bien que les opinions libérales progressent régulièrement. Le royaliste le vicomte Delalot, après avoir été battu aux élections générales de 1824, est élu par le collège de département de la Charente à la Chambre des députés le 24 novembre 1827. Aux élections d'avril 1848, la Charente élit quatre députés républicains et cinq candidats de droite, et à celles de décembre 1848, elle donne pour 111 338 inscrits et 95 027 votants, 90 360 voix à Louis-Napoléon Bonaparte et seulement 3 168 à Cavaignac et 1 011 à Ledru-Rollin. Alfred de Vigny, qui réside au Maine-Giraud, le présente ainsi : « la Charente n'est qu'une Vendée bonapartiste ». Et, en 1877, ce sont six députés bonapartistes qui sont élus, le septième étant Auguste Duclaud, républicain à Confolens. Une élection partielle de 1888 est l'occasion de très violents affrontements car Paul Déroulède se présente. Il est battu dans un premier temps puis élu aux élections générales de 1889.
Au début du XIXe siècle, alors que la métallurgie se développe, l'industrie papetière stagne et le commerce du cognac diminue de moitié. Angoulême, ville industrielle avec sa fonderie, ses importantes et nombreuses papeteries, ses diverses fabrications dont la plus connue sont les « charentaises », confortables chaussons de feutre, connaît un développement continu sans évènement spécifiquement marquant.
La viticulture, activité principale de la région de Cognac dès le XVIIe siècle, permet, grâce au traité sur le commerce de 1860, la constitution de fortunes importantes, visibles aux très nombreux châteaux et manoirs construits ou rénovés à cette époque. Le vignoble passe de 50 000 hectares en 1817 à 116 000 hectares en 1876. La crise causée par l'apparition du phylloxéra qui détruit les ceps de vigne à partir de 1875 provoque la ruine et un exode rural. Les plants américains, résistants à la maladie, permettent de reconstituer le vignoble vingt ans plus tard. Durant cette période, l'élevage se développe, tourné vers la viande en Charente limousine, ou vers le lait avec la création de laiteries coopératives ou privées dans tout le département.
Un réseau ferré dense est construit avec le passage à Angoulême du Paris-Bordeaux de la Compagnie d'Orléans dès 1852, du Angoulême-Cognac-Saintes de la Compagnie des Charentes (dont six des dix-huit plus gros porteurs d'actions sont des sociétés locales de négoce d'eaux-de-vie), dès 1867 et les petites lignes des CFD (Chemins de Fer Départementaux immédiatement brocardés comme Compagnie Foutue D'avance)
Dans le même temps, le trafic par diligences et la navigation sur la Charente, après avoir dépassé les 50 000 tonnes par an au port de l'Houmeau à Angoulême, commence sa régression.
En 1881, lors de la promulgation des lois scolaires, il y a en Charente huit cent cinquante-quatre écoles, il s'en construit trois cents en vingt ans et il s'ouvre deux écoles normales, en 1884 pour les institutrices et en 1885 pour les instituteurs. La Charente compte alors cinq collèges communaux dont celui d'Angoulême qui devient collège royal en 1840 puis lycée en 1848.

### LeXXesiècle
Les élections de 1902 et 1906 montrent une Charente devenue républicaine.

#### Première Guerre mondiale
La Première Guerre mondiale voit, avec la mobilisation de tous les hommes jeunes, l'arrivée des femmes et des hommes âgés à tous les postes de travail, dans les fermes comme dans les usines d'Angoulême reconverties vers l'effort de guerre. La poudrerie nationale et la fonderie de Ruelle emploient chacune 10 000 salariés
En 1917, les époux Mayoux, instituteurs, publient la première brochure pacifiste. Ils sont jugés pour défaitisme et révoqués de l'enseignement.

#### Entre-deux-guerres
La campagne charentaise ne se relève pas des milliers de morts de cette guerre. Elle passe de 347 061 habitants en 1911 à 309 279 habitants en 1936.
La Charente essaie de prolonger l'union politique et ses trois sénateurs dont Édouard Martell convoquent un « congrès républicain » de tous les conseillers généraux, maires et adjoints du département qui établissent une liste « d'Union républicaine et agricole » conduite par James Hennessy pour l'élection législative du 16 mars 1919. Mais, en 1924, la Charente donne 3 élus sur 5 à la droite conservatrice du « Bloc National » surtout par division de la gauche. Le Parti radical-socialiste commence alors son implantation en Charente. La campagne électorale de 1936 est violente mais le Front populaire est gagnant avec 4 élus sur 5 dont 3 radicaux et 1 USR (Union socialiste républicaine) René Gounin. Celui-ci devient sénateur et, à l'élection partielle d'avril 1939, il présente Marcel Déat qui est élu au second tour face à un communiste. Quelques semaines plus tard, Marcel Déat dévoile son néo-socialisme pro-hitlérien avec ses articles dans le journal L'Œuvre.

#### Seconde Guerre mondiale
Après le déclenchement des hostilités entre les grandes puissances de l'Europe et l'entrée en guerre de la France le  3 septembre 1939 contre l'Allemagne nazie, puis  l'invasion par cette dernière de la France, de la Belgique, du Luxembourg et des Pays-Bas le 10 mai 1940, la Charente devient pendant la drôle de guerre une terre d'accueil pour des milliers de réfugiés.
Le département se trouve après l'armistice du 22 juin 1940 coupé en deux par la ligne de démarcation avec l'ouest en zone occupée et l'est en zone libre. La ligne de démarcation est à peu près orientée nord-sud à quelques kilomètres à l'est d'Angoulême et compte quatorze points de passage.
La Résistance en Charente débute par l'aide au passage clandestin et un premier acte de sabotage, le 20 septembre 1941, une tentative d'incendie d'un dépôt en gare d'Angoulême par deux étudiants, dont Gontrand Labrégère qui sera fusillé.
Des élus sont destitués et des suspects sont arrêtés dès 1941. En octobre 1942 a lieu la rafle des juifs d'Angoulême qui sont déportés.
En 1942 et 1943, les maquis s'organisent et s'unissent, en majorité affiliés au maquis de Bir Hacheim (Armée secrète) et aux FTP. La base aérienne de Cognac est bombardée le 13 décembre 1943. Les FFI, qui comptent 2 936 membres en 1944, multiplient les opérations. Alors que de nombreux convois sont immobilisés à la suite de sabotages, la gare d'Angoulême est bombardée le 15 juin 1944. Les représailles sont terribles, mais les colonnes allemandes sont arrêtées ou retardées. Angoulême se libère fin août 1944 ainsi que l'ensemble de la Charente. Cognac libérée le 1er septembre reçoit la visite du général de Gaulle le 13 septembre. Puis 1 800 combattants partent dans la partie sud de la poche de La Rochelle où les affrontements continuent jusqu'au 8 mai 1945.
La Charente déplore 3 565 victimes dont 249 fusillés et 345 morts en déportation (les 377 autres déportés sont revenus), 910 victimes dans l'armée des partisans, 156 victimes de bombardements, 1 835 militaires et 70 requis du service du travail obligatoire (STO) (dans les deux cas décédés ou disparus : ainsi sur les 11 785 prisonniers de guerre, 738 ne sont pas revenus).

#### Les Trente Glorieuses
L'après-guerre est marquée par l'influence de Félix Gaillard, député, Guy Pascaud, sénateur, Pierre Marcilhacy, sénateur, Jean Monnet, le « père de l'Europe », et François Mitterrand.
La région d'Angoulême voit une reprise de ses industries traditionnelles, et surtout de ses fonderies, papeteries, tuileries et chaussons (les charentaises).
La région de Cognac connaît une grande prospérité dès 1950 grâce au retour du libre-échange. Le Bureau national interprofessionnel du cognac (BNIC) a été créé en 1946. L'ensemble de la filière est prospère, viticulture, négoce, ainsi que toute l'industrie de l'emballage (verrerie, tonnellerie, cartonnerie et fabrication des bouchons et des étiquettes).
L'année 1971 voit le début des ventes des maisons de cognac à des distributeurs mondiaux et 1974 une crise de surproduction.

### Période actuelle
L'industrie a conservé un important secteur d'activités extractives, argile employée pour la fabrication des briques et des tuiles des usines de la région de Roumazières-Loubert (1/6e de la fabrication des tuiles françaises), marne grise alimentant la grosse cimenterie Lafarge SA de La Couronne, gypse à Cherves-Richemont utilisé par l'usine Placoplatre, et de moindre importance argile blanche, pierre de taille et granulats.
Alors que les secteurs de la fonderie et de la papeterie déclinaient, la poudrerie, devenue SNPE, reste un secteur dynamique et les industries électriques sont représentées par le fabricant de moteurs électriques Leroy-Somer. Autour du festival de la bande dessinée sont créés le CNBDI inauguré en 1990, devenu en 2008 la Cité, le Département d’imagerie numérique (DIN) devenu en 1996 le Laboratoire d’imagerie numérique (LIN), le lycée de l'Image et du son (LISA) c'est tout un secteur d'industrie de l'animation qui se crée.
Le secteur des industries agroalimentaires (IAA) a vu le déclin des laiteries et des industries de transformation de la viande bien que l'élevage reste important. Le négoce du cognac, a connu des transformations après le rachat de la majorité des maisons de cognac par des distributeurs mondiaux, les décisions se sont éloignées de la région, les cadres ont été mutés dans les maisons mères, et les périodes de surproduction ont été difficiles pour de nombreux viticulteurs les liens paternalistes entre le négoce et la viticulture ayant disparu. L'industrie liée au cognac s'est transformée et travaille aussi pour d'autres régions ou pour l'exportation (tonnellerie, verrerie, cartons, étiquettes et packaging).
La Charente avec 349 535 habitants en 2007 n'a pas connu de progression démographique en 200 ans. Les zones rurales se dépeuplent surtout en Charente limousine et en Sud-Charente. Angoulême et Cognac ont progressé entre 1954 et 1975 et l'agglomération d'Angoulême concentre le tiers de la population du département. À partir de 1950 le département a connu 40 ans de solde migratoire négatif avec départ de jeunes adultes, et malgré cela un chômage élevé, 9,8 % fin 2009. Ce solde migratoire est redevenu positif à partir de 1999. La population de la Charente enregistre un net vieillissement surtout dans les cantons ruraux, à la fois par allongement de la durée de vie et retour de retraités.

#### Ouvrages généraux
- Jean Combes (dir.) et Michel Luc (dir.), La Charente de la Préhistoire à nos jours (ouvrage collectif), St-Jean-d'Y, Imprimerie Bordessoules, coll. « L'histoire par les documents », 1986, 429 p. (ISBN 2-903504-21-0, BNF 34901024, présentation en ligne)
- Jules Martin-Buchey, Géographie historique et communale de la Charente, vol. I : Arrondissement d'Angoulême, Martin-Buchey, Châteauneuf, 1914 (réimpr. Éd. de la Tour Gile, 1996), 672 p. (ISBN 2-878022-6-88)
- Gaston Mouchet, La Charente Collection "La France par départements" dirigée par M. A. Chalamet, Jean Felber, Histoire d'une famille Alsacienne. Edition spéciale au département de la Charente, Editions Picard et Kaan, Paris, 1893, 64 pages, ill. (après la page 372) https://gallica.bnf.fr/ark:/12148/bpt6k55291746?rk=128756;0
- Christian Vernou, La Charente, Maison des Sciences de l'Homme, Paris, coll. « Carte archéologique de la Gaule », 1993, 253 p. (ISBN 2-87754-025-1)

#### Angoulême et Angoumois
- Pierre Dubourg-Noves (dir.), Histoire d'Angoulême et de ses alentours, Toulouse, Éditions Privat, coll. « Univers de la France et des pays francophones », 1990, 319 p. (ISBN 2-7089-8246-X, BNF 35072424, présentation en ligne)
- Jean-Hippolyte Michon, Vigier de La Pile et François de Corlieu, Histoire de l'Angoumois. Suivie du recueil en forme d'histoire de ce qui se trouve par écrit de la ville et des comtes d'Angoulême., Paris, Derache (1846, Laffite reprint 2002), 1576, 1760, 1846, 160 p. (ISBN 2-86276-384-5, lire en ligne)
- Étienne Munier, L'Angoumois à la fin de l'Ancien Régime, (réimprimé en 1981 par Bruno Sépulchre, Paris), 1780, 307 p.

#### Archéologie
- Charente, Congrès archéologique de France, 153e session, 1995 ; publié par la Société française d'archéologie

#### Cognac et Cognaçais
- Abbé Cousin, Histoire de Cognac, Jarnac, Segonzac et d'un grand nombre de localités, Bordeaux, Imprimerie G. Gounouilhou, 1882 - Lire en ligne sur Gallica
- Pierre Martin-Civat, Histoire de Cognac et des Cognaçais, des origines à nos jours tome I, 1980, tome II, 1992.
- François Marvaud, Étude historique sur la ville de Cognac, Niort, L. Clouzot, 1870 réédition 2019, tome 1  (ISBN 9 780 461 018 158) - Lire sur Gallica, tome 2 - lire sur Gallica

#### Révolution française
- Jean Jézéquel, La Charente révolutionnaire : 1789-1799, Société archéologique et historique de la Charente, 1992

#### Histoire économique et sociale
- Abbé Pierre Bureau, Les émigrés charentais : 1791-1814, postface de Marie Dumont-Vergereau, PULIM 2003,  (ISBN 2-84287-252-5)
- René Baptiste, Histoire de la CFDT en Charente, Union départementale CFDT, 1995
- La CGT en Charente, Institut CGT d'histoire sociale, 1995
- André Debord, La société laïque dans les pays de la Charente Xe-XIIe s., Picard, 1984, 585 p. (ISBN 2-7084-0112-2, présentation en ligne)
- Henry Le Diraison, Yvette Renaud, Chemins de fer de Charente : au temps de la vapeur, CDDP de la Charente, 1996,  (ISBN 2-903770-40-9)
- Alain Léger, Les Indésirables : l'histoire oubliée des Espagnols en pays charentais, le Croît vif, 2000,  (ISBN 2-907967-57-6)
- Jean-Hippolyte Michon (préf. Bruno Sépulchre), Statistique monumentale de la Charente, Paris, Derache, 1844 (réimpr. 1980), 334 p. (lire en ligne)
- Mickaël Augeron (dir.) et Olivier Caudron (dir.), La Rochelle, l'Aunis et la Saintonge face à l'esclavage, Les Indes savantes, 2012, 342 p. (ISBN 978-2-84654-247-0)

#### Seconde Guerre mondiale
- Association Résistance et Mémoire, La Résistance en Charente, SCEREN & La Documentation française,  (ISBN 2-915742-05-7)
- Jacques Baudet, Hugues Marquis, La Charente dans la guerre 1939-1945, 448 p., Sayat, De Borée, 2014  (ISBN 978-2 812 907 388)
- Jacques Farisy, La ligne de démarcation dans le département de la Charente : 1940-1943, Geste éditions, 2 éditions (2004/2009),  (ISBN 978-2-84561-573-1)
- Guy Hontarrède, La Charente dans la Seconde Guerre mondiale : dictionnaire historique, Le Croît vif, 2004,  (ISBN 2-907967-78-9)
- Raymond Troussard, Le Maquis charentais Bir Hacheim, 1981, SAJIC Angoulême